# Кушнерик Федір Данилович

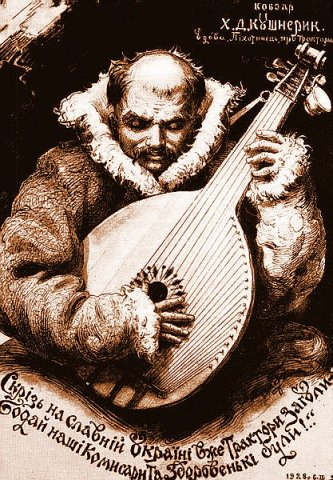
Портрет сліпого бандуриста Ф. Кушнерик в 1928 р. робота О. Сластіона

Кушнерик Федір Данилович (7 (19) вересня 1875, с. Велика Багачка, Полтавська область — 23 липня 1941, с. Велика Багачка, Полтавська область) — український кобзар. Осліп у семирічному віці. Самостійно навчався грати на скрипці, фісгармонії, з якими ходив по весіллях і ярмарках, заробляючи на прожиття. В 1909 році зустрівся з Михайлом Кравченком який взяв його в учні.

## Біографія
Кобзарів називають українськими народними співцями, виразниками мрій і прагнень простих людей, їхніх ідеалів і естетичних смаків. Особливого розвитку набуло кобзарське мистецтво на Полтавщині, яка дала світу Остапа Вересая, Самійла Яшного, Михайла та Івана Кравченків. Їхні найкращі традиції запозичив і гідно проніс через усе життя уродженець Великої Багачки Федір Кушнерик.
«Народився я в щасливому місці — у полі біля гречки. Мати жала гречку, на роботі й породила. Поклала у суконну спідницю, та поки донесла до хати, то й плечі мені постирала. Батько з матір'ю років двадцять робили у пана, косили пашню або сіно — йому чотири, а собі п'яту десятину. Своєї землі не було. Тільки була маленька хата та хижка, ото й усе хазяйство. Городу було стільки, як обійти кругом хати. До шести років я бачив добре. Потім заболіли очі. Моя бабка повела мене до попа. Закапав піп мені чимось очі, то поки довели додому, я зовсім осліп…» — згадував Федір Данилович.
З малих літ у Федора проявився потяг до науки. Хоч і був сліпим, ходив до школи, знання отримував на слух. Батьки помітили його бажання вчитися музиці, тому викроїли п'ятдесят копійок і купили хлопцеві скрипку. А якось взяли Федька до Великих Сорочинців на ярмарок, там хлопця помітив відомий кобзар Михайло Кравченко й подарував йому свою кобзу, на якій Кушнерик грав усе життя, пройшов з нею майже півсотні тисяч верств. Його кобза звучала на весіллях, на вулицях Кременчука, Хорола, Полтави, Миргорода, Лубен, Києва, Ромен, Пирятина. Він співав думи «Про трьох богатирів азовських», «Про Кішку Самійла», «Про Олексія Поповича», пісні на вірші Тараса Шевченка і Степана Руданського, сам складав думи.
Одного року Кушнерик на базарі в Лубнах виконував сатиричні пісні, які не дуже подобались жандармам. Вони розігнали слухачів, а кобзаря повели до дільниці. Поводир з переляку втік, так що вести довелось самому уряднику. По дорозі Федір придумав слова й заспівав: «О боже, боже, який тепер світ настав, що лубенський урядник у сліпого поводирем став».
Читати по Брайлю Кушнерик навчився, коли йому було вже 37 років. Він складав пісні й думи про важке життя селян. В радянські часи створив думи «Зійшло сонце осіннє», «Про трактори», «Сніг розтав, вода стекла», «Пісню про піонера Павлуся» — поетичну розповідь про вбивство у Великих Сорочинцях піонера Павлика Теслі.
У 1939 році Федора Кушнерика запросили в столицю на республіканську конференцію кобзарів і лірників, там прийняли до Спілки письменників України. Наприкінці наступного року широко відзначали 65-річчя від дня народження й тридцятиріччя його кобзарської діяльності. До Великої Багачки на святкові торжества приїхали представники Академії наук України, письменницької спілки, громадських організацій. Виступаючи на зібранні, Павло Тичина наголосив: «…у радянському хорі народних співців чутно голос найстарішого українського кобзаря».
Та недовго він звучав — у липні 1941-го перестало битися серце Федора Кушнерика. На його батьківщині, у Великій Багачці, тепер щороку проводиться Кушнерикове свято — кобзарське.

## Репертуар

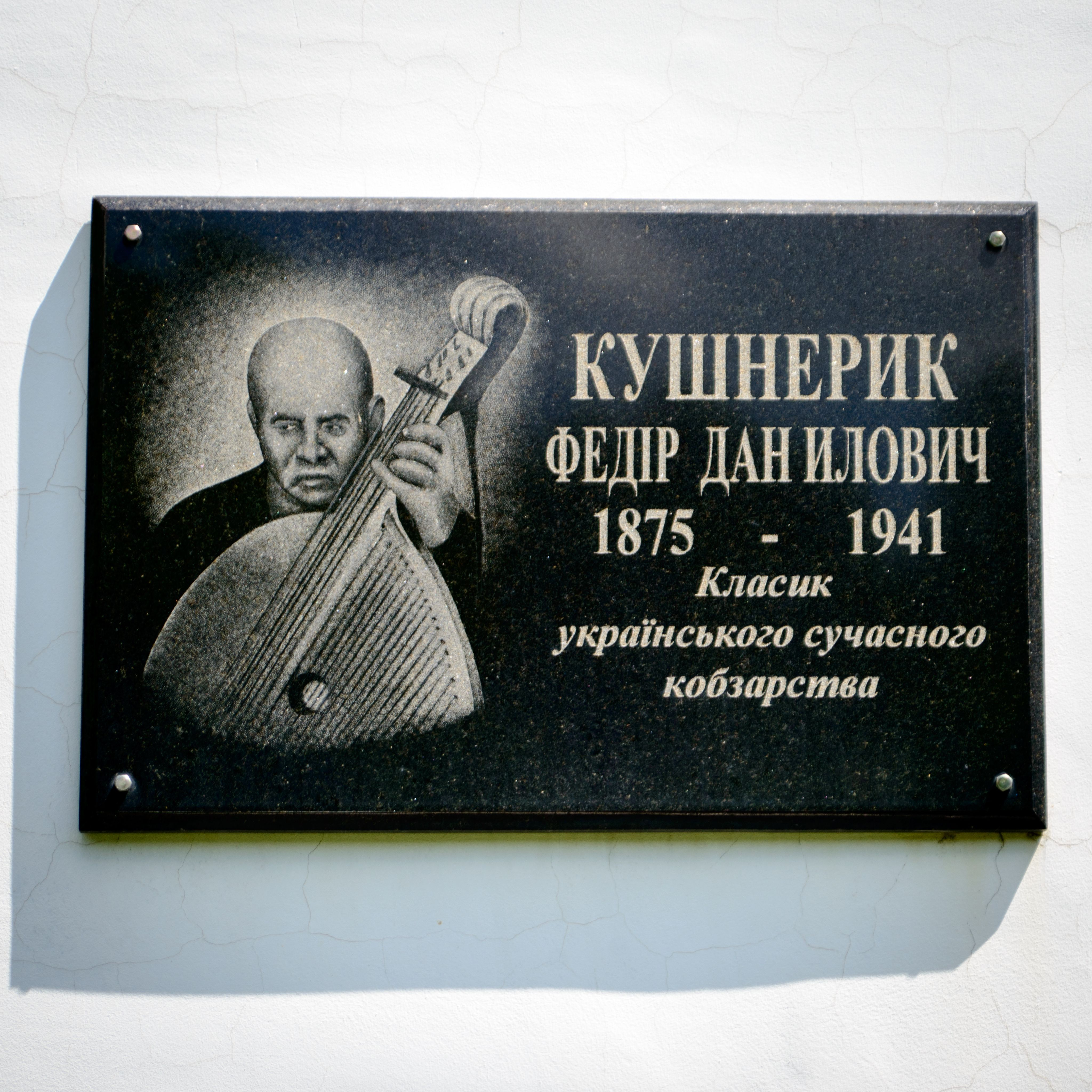
Пам'ятна дошка у Великій Багачці

Думи:
- Втеча братів з Озова
- Олексій Попович
- Самійло Кішка
- Федір безрідний
- Про сестру та брата
- Маруся Богуславка
- Хто ж той сокіл товариші[1].

## Бандура
Бандура Федора Кушнерика знаходиться в музеї Театрального мистецтва в Києво-Печерській Лаврі.
Бандура (1920-1930-і рр.), на якій грав Ф. Кушнерик:
- майстер Ф. Убийвовк;
- 3 баси, 14 приструнків, корпус овальний, кілки дерев'яні;
- Довж. 95. № 2783. Зазначено що інструмент кобза.